# 램블우드 사커 콤플렉스
램블우드 사커 콤플렉스(Ramblewood Soccer Complex)은 미국의 다목적 경기장이다. 노스캐롤라이나주 샬럿에 위치하고 있으며 USL 샬럿 인디펜던스의 홈경기장이다.